# Put-call parity
Put–call parity är det engelska uttrycket för köp-sälj-paritet, vilket är ett samband mellan priset på en säljoption (put option) och en köpoption (call option) med samma lösenpris (strike). Put–call parity är oberoende av finansiella modeller och grundas i stället på att det skulle finnas arbitrage–möjligheter ifall optionspriserna avvek från vad sambandet förutsäger.

Put–call parity uttrycks i en enkel matematisk ekvation. Antag att vi har följande samband vid tiden {\displaystyle t}:
{\displaystyle C(t)+K\cdot B(t,T)=P(t)+S(t)\,}
där
{\displaystyle C(t)} är köpoptionens pris vid tiden {\displaystyle t},
{\displaystyle P(t)} är säljoptionens pris vid tiden {\displaystyle t},
{\displaystyle S(t)} är den underliggande aktiens pris vid tiden {\displaystyle t},
{\displaystyle K} är optionernas lösenpris (strike).
{\displaystyle B(t,T)} är priset vid tiden t för en obligation som utlöper vid tiden {\displaystyle T}. Ifall aktien ger utdelning inkluderas den i {\displaystyle B(t,T)} eftersom optionspriser normalt sett inte justeras för ordinarie utdelningar.
Om obligationens ränta, {\displaystyle r}, antas vara konstant gäller också
{\displaystyle B(t,T)=e^{-r(T-t)}\,}.
I detta fall kan vi alltså skriva om put–call parity enligt följande:
{\displaystyle C(t)-P(t)=S(t)-Ke^{-r(T-t)}\,}
Denna vanliga form uttrycks ofta med ord: Skillnaden mellan priset på en köpoption och en säljoption är lika med den underliggande aktiens pris minus det diskonterade lösenpriset.